# 赤染晶子
赤染 晶子（あかぞめ あきこ、1974年10月31日 - 2017年9月18日）は、日本の小説家。京都府舞鶴市出身。

## 経歴
1996年度京都外国語大学外国語学部ドイツ語学科卒業、北海道大学大学院文学研究科ドイツ文学専攻博士課程中退。大学院ではベルトルト・ブレヒトを研究した。ドイツに短期留学している。2004年、「初子さん」で第99回文學界新人賞受賞。ペンネームは赤染衛門に由来する。2010年、「乙女の密告」で第143回芥川賞受賞。
2017年9月18日午前2時26分、急性肺炎のため京都府宇治市の病院で死去した。42歳没。

## 作品リスト

### 単行本
- 『うつつ・うつら』（文藝春秋、2007年）
  - 初子さん（『文學界』2004年12月号）
  - うつつ・うつら（『文學界』2005年10月号）
- 『乙女の密告』（新潮社、2010年）のち文庫
  - 乙女の密告（『新潮』2010年6月号）
- 『WANTED!! かい人21面相』（文藝春秋、2011年）
  - WANTED!! かい人21面相（『文學界』2011年2月号）
  - 恋もみじ（『文學界』2006年12月号）
  - 少女煙草（『文學界』2009年4月号）
- 『じゃむパンの日』（palmbooks、2022年）エッセイ集
  - エッセイ55編のほか、巻末に翻訳家・エッセイストの岸本佐知子との交換日記を所収
- 『初子さん』（palmbooks、2025年）
  - 初子さん（『文學界』2004年12月号）
  - うつつ・うつら（『文學界』2005年10月号）
  - まっ茶小路旅行店（『群像』2005年5月号）

### 雑誌掲載
- 花嫁おこし（『群像』2006年1月号）
- 春待ち暮らし（『群像』2007年11月号）
- 難破（早稲田文学フリーペーパー「WB」Vol.22_2011_spring[10]）（『文学2012』にも収録）

### エッセイ
- 季節のエッセー（京都新聞朝刊 2008年1月から連載）
- かまい（芥川賞受賞記念エッセイ）（朝日新聞朝刊8月14日）（『ベスト・エッセイ2011』収録）
- 新・蝶倶楽部（芥川賞受賞記念エッセイ）
- 現代ドイツにて
- 書道ガール（『ベスト・エッセイ2013』収録）

### 瀬野晶子の論文
- 瀬野晶子「アンティゴネー・モチーフ--ブレヒトの『アンティゴネーモデル1948』を中心に」『独語独文学研究年報』第27号、北海道大学ドイツ語学・文学研究会、2000年、14-24頁、ISSN 13480413、NAID 120000965097。